# Synthodesmus simulans
Synthodesmus simulans är en mångfotingart som beskrevs av Chamberlin 1922. Synthodesmus simulans ingår i släktet Synthodesmus och familjen Holistophallidae. Inga underarter finns listade i Catalogue of Life.